# Jarosław opolski

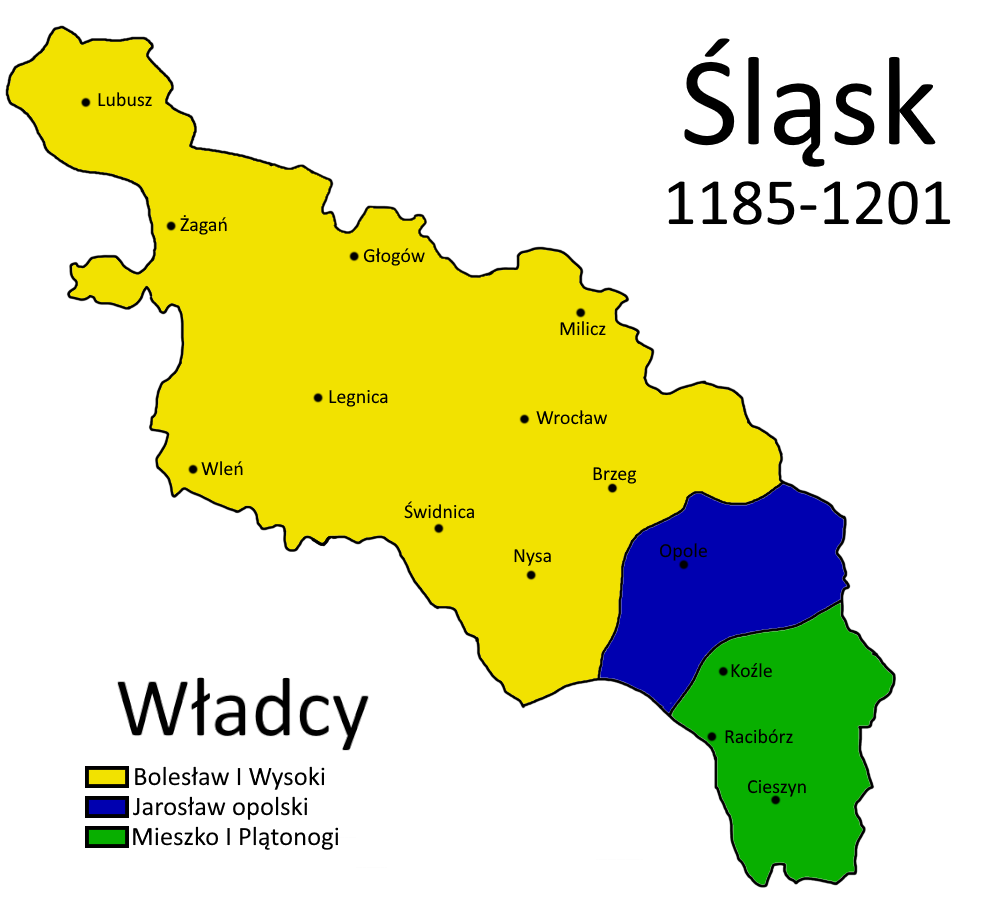
Ks. opolskie Jarosława w l. 1173–1201 (granatowe)

Jarosław opolski (ur. pomiędzy 1143 a 1160, zm. 22 marca 1201) – książę opolski od 1173, biskup wrocławski od 1198.

## Życiorys
Jarosław był najstarszym synem Bolesława I Wysokiego z pierwszego małżeństwa z Zwinisławą Wsiewołodowną księżniczką kijowską. Nie wiadomo, czy urodził się jeszcze w Polsce, czy już na emigracji politycznej w Niemczech, która nastąpiła na skutek rewolty młodszych braci Władysława Wygnańca, dziadka Jarosława. Dzieciństwo spędził na dworze Fryderyka Barbarossy w Altenburgu.
Po 1163 roku tj. po odzyskaniu Śląska przez ojca i stryja Mieszka znalazł się w kraju. Jednak wobec powtórnego małżeństwa ojca z Krystyną, niemiecką hrabianką jego sytuacja pogorszyła się, bowiem macocha starała się zapewnić dziedzictwo swemu potomstwu. Bolesław najwyraźniej faworyzował przyrodnich braci Jarosława. Pierworodny zostanie wyświęcony na księdza by umożliwić pełne dziedziczenie synom Krystyny.
Jarosław nie pogodził się jednak z tym stanem rzeczy i sprzymierzył się z równie niezadowolonym z polityki Bolesława stryjem, Mieszkiem Plątonogim. Okazja do przewrotu nadeszła szybko i w wyniku wojny domowej w latach 1172–1173 Bolesław Wysoki znalazł się na wygnaniu w niemieckim Erfurcie. Na szczęście dla księcia śląskiego Fryderyk Barbarossa zdecydował się na interwencję i dzięki jego mediacji Bolesław odzyskał władzę na Dolnym Śląsku. W zamian za co musiał uznać władzę Mieszka w Raciborzu i Jarosława w Opolu.
Następną informacje o Jarosławie pochodzi dopiero z połowy lat 90. XII w. W 1195 r. Jarosław czynie wspierał wraz ze swoim stryjem Mieszka III Starego w bitwie mozgawskiej, w której spóźnione oddziały śląskie rozbiły oddział komesa sandomierskiego Goworka. Trzy lata później (1198 rok) Jarosław pogodził się ze swoim duchownym stanem i został wybrany na biskupa wrocławskiego. Sugeruje to, że musiał dojść do porozumienia z ojcem, gdyż jest nieprawdopodobne, aby biskupem w stolicy księstwa został ktoś będący w opozycji do władcy. Dodatkową oznaką zawarcia zgody między ojcem z synem jest pochodząca z tego okresu moneta, na której widnieją imiona obydwu.
Jarosław zmarł 22 marca 1201 roku, kilka miesięcy przed ojcem, który przejął po nim księstwo opolskie. Ostatecznie, jednak Opole dostało się Mieszkowi Plątonogiemu, który korzystając z kłopotów z przejęciem władzy następcy Bolesława Henryka I Brodatego, zajął księstwo na początku następnego roku. Jarosław pochowany został zapewne we Wrocławiu.
| 4. Władysław II Wygnaniec zm. 30 maja 1159                       |  |                                                    |  |  |                                       |
|                                                                  |  | 2. Bolesław I Wysoki zm. 7 lub 8 grudnia 1201      |  |  |                                       |
| 5. Agnieszka Babenberg zm. 24 lub 25 stycznia między 1160 a 1163 |  |                                                    |  |  |                                       |
|                                                                  |  |                                                    |  |  | 1. Jarosław opolski zm. 22 marca 1201 |
| 6. Wsiewołod II Olegowicz zm. 1 sierpnia 1146                    |  |                                                    |  |  |                                       |
|                                                                  |  | 3. Zwienisława Czernihowska zm. między 1155 a 1160 |  |  |                                       |
| 7. Maria Kijowska zm. 1179                                       |  |                                                    |  |  |                                       |
|                                                                  |  |                                                    |  |  |                                       |